# 顕微解剖
顕微解剖（けんびかいぼう）、顕微切断（けんびせつだん）、またはマイクロダイセクション（英: Microdissection）は、解剖を補助するために顕微鏡が用いられる様々な技術を指す。
様々な種類の技術が「顕微解剖」を含む。
- 染色体顕微切断（英語版） — 完全な染色体から一部分を取り除くために顕微鏡下でガラス細針を使用する。
- レーザ捕獲顕微解剖（英語版） — 選択された細胞をフィルムに接着するために顕微鏡を通してレーザーを使用する。